# هیئی ۶۷۳۱
سیارک ۶۷۳۱ (به انگلیسی: 6731 Hiei، نامگذاری:1992BK) شش هزار و هفتصد و سی و یکمین سیارک کشف شده‌است که در ۲۴ ژانویه ۱۹۹۲ کشف شد.
قدر مطلق سیارک برابر ۱۳٫۶۰ است.